# Gledjon Rehovica
Gledjon Rehovica (ur. 21 grudnia 1977 w Beracie) – deputowany do Zgromadzenia Albanii z ramienia Socjalistycznego Ruchu Integracji.

## Życiorys
Ukończył studia z zakresu nauk politycznych na Uniwersytecie Tirańskim.
W 2013 roku w wyniku wyborów parlamentarnych uzyskał mandat deputowanego do Zgromadzenia Albanii z ramienia Socjalistycznego Ruchu Integracji, w wyborach z 2017 roku uzyskał reelekcję.